# Joseph Gottlieb Kölreuter

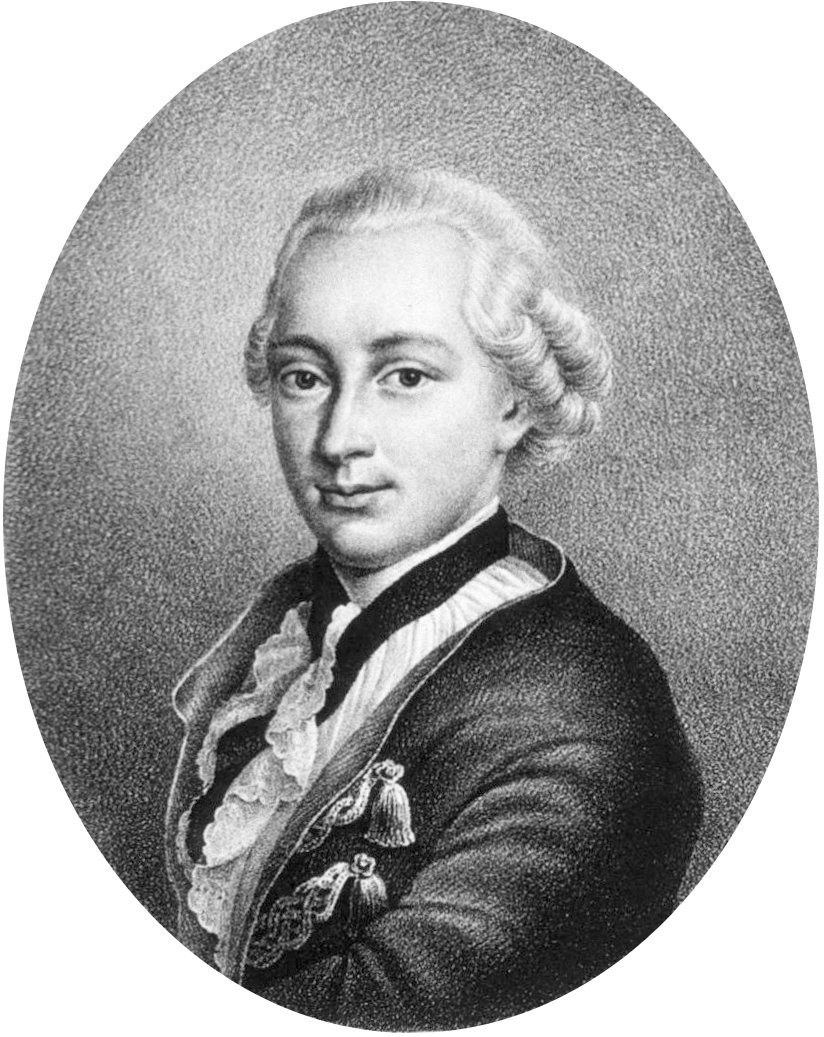
Joseph Gottlieb Kölreuter

Joseph Gottlieb Kölreuter (* 27. April 1733 in Sulz am Neckar; † 11. November 1806 in Karlsruhe), auch Koelreuter oder Kohlreuter, war ein deutscher Botaniker und Professor für Naturgeschichte sowie Direktor der Hofgärten in Karlsruhe. Sein offizielles botanisches Autorenkürzel lautet „Kölr.“.

## Leben
Der Sohn eines Apothekers wuchs in Sulz auf und besuchte dort die Lateinschule. Während dieser Zeit sammelte er Pflanzen und beschäftigte sich auch mit Tieren. In seiner späteren Doktorarbeit erwähnt er, dass er eine Insektensammlung besaß.
Kölreuter wurde 1748 an der Universität Tübingen als Student der Medizin immatrikuliert. Besonderen Einfluss auf ihn hatte Johann Georg Gmelin, der sich als Erforscher Sibiriens einen besonderen Namen gemacht hatte und als Professor für Medizin und Botanik in Tübingen wirkte. 1753 wechselte Kölreuter an die Universität Straßburg und kam ein Jahr später wieder nach Tübingen zurück, wo er 1755 mit einer Arbeit „Über Käfer und seltene Pflanzen“ zum Dr. med. promoviert wurde.
Von 1756 bis 1761 war er Adjunkt der Russischen Kaiserlichen Akademie der Wissenschaften in Sankt Petersburg. Seine Berufung verdankte er einer Empfehlung seines Lehrers und Freunds Johann Georg Gmelin. Wie seine zahlreichen in dieser Zeit entstandenen Schriften zeigen, beschäftigte sich Kölreuter in Petersburg zunächst vor allem mit Zoologie, vor allem mit der Ordnung und Bestimmung der Fischsammlung der Akademie, wo er auch mehrere Fischarten neu beschrieb so unter anderem Mola aculeata (Koelreuter, 1766), Eleginus navaga (Koelreuter, 1770) und Gadus callarias nawaga (Koelreuter, 1770). Des Weiteren hat er Arbeiten über Vögel, Insekten, Korallen und Ruderfußkrebse veröffentlicht. Nachdem die Petersburger Akademie 1759 eine Preisaufgabe zur Geschlechtlichkeit der Pflanzen gestellt hatte, begann Kölreuter mit botanischen Experimenten über die Befruchtung von Pflanzen, wobei er als Erster auch Kreuzungen zwischen verschiedenen Pflanzenarten untersuchte. 1765 wurde er Ehrenmitglied der Russischen Akademie.
1761 kehrte er nach Deutschland zurück. Er besuchte in Berlin Johann Gottlieb Gleditsch und in Leipzig Christian Gottlieb Ludwig, beides damals berühmte Botaniker, die sich mit der Kreuzung von Pflanzen beschäftigten. Er ließ sich zunächst in seiner Heimatstadt Sulz nieder und führte dort seine Experimente weiter fort. 1762 siedelte er nach Calw über, wo sein Freund und Studiengenosse Joseph Gärtner seine carpologischen Studien, also Forschungen zur Entwicklung von Früchten, trieb.
1763 erhielt er vom Markgrafen Karl Friedrich von Baden-Durlach einen Ruf nach Karlsruhe als Aufseher und Direktor der fürstlichen Gärten mit dem Titel und Rang eines Professors der Naturgeschichte.
Da sein Gartenpersonal in Karlsruhe kein Verständnis für seine Forschung hatte, gab er seine Ämter als Direktor des Botanischen Gartens sowie als Professor auf und führte seine Arbeiten bis 1776 in seinem kleinen Privatgarten weiter. 1805 wurde er Kurfürstlicher Oberhofrat.

## Wirken
Zunächst beschäftigt sich Kölreuter mit der Übertragung des Pollens auf die Narbe. Er unterscheidet dabei drei Möglichkeiten der Bestäubung:
- 1. „Ohne fremde oder äußerliche Beyhülfe, ganz allein“
- 2. „Durch den Wind....“
- 3. „Durch Insekten bei Nektarsaugen an den Blüten. ..“

und gilt damit als Begründer der Blütenökologie und Entdecker der Insektenbestäubung.
Die bedeutendste Leistung Kölreuters war die Herstellung von Bastarden, die er erstmals von wissenschaftlichen Gesichtspunkten geleitet durchführte (Thomas Fairchild kreuzte bereits 1719 die beiden Nelken-Arten Dianthus caryophyllus und D. barbatus, was jedoch ein rein gärtnerischer Versuch war).
Seine Untersuchungsobjekte waren unter anderen Arten der Gattungen Nicotiana, Dianthus, Verbascum, Hibiscus, Mirabilis, Datura, Aquilegia  und Cucurbita, von denen einige noch heute in botanischen Labors als Versuchspflanzen verwendet werden. Erstmals konnte er 1760 in St. Petersburg einen Bastard von Nicotiana rustica und N. paniculata erzeugen.
Mit seinen Versuchen konnte Kölreuter zeigen, dass bei der Bestäubung Eigenschaften des Vaters durch den Blütenstaub übertragen werden, womit die Sexualität der Pflanzen endgültig bewiesen war. (Rudolf Jacob Camerarius hatte 1691 den Nachweis erbracht, dass reife Samen nur dann gebildet werden, wenn die Narben mit Pollen bestäubt werden und daraus geschlossen, dass sich auch Pflanzen sexuell fortpflanzen.)
Fast völlig vergessen ist Kölreuters ichthyologische Arbeit. Nachdem er bereits drei Jahre in Karlsruhe tätig gewesen war, erschien in Russland seine dreiteilige Bearbeitung seltener Fische aus dem Bestand des Museums in Sankt Petersburg. Sie wurden jedoch nicht unter seinen Taufnamen, sondern mit den Initialen der latinisierten russischen Schreibweise seiner Vornamen veröffentlicht: I(osepho) T(eophilio) Koelreuter. Da auch eine Arbeit aus dem Jahr 1776 über Pflanzenkreuzungen mit diesen Initialen signiert wurde, ist eine Verwechslung ausgeschlossen.
Fast wäre Kölreuter 1764 der wissenschaftliche Erstbeschreiber des Gepunkteten Fadenfischs Trichogaster trichopterus geworden. Er hielt sich jedoch nicht an das seit 1758 gültige binäre System von Linné und vergab lediglich einen Gattungsnamen: Sparus. Aber der Große Eidechsensalmer aus den nach Norden entwässernden Flusssystemen Südamerikas, Piabucus dentatus (Kölreuther 1763), wurde von ihm den Regeln entsprechend als Trutta dentata wissenschaftlich zuerst beschrieben.

## Dedikationsnamen
Zu seinen Ehren wurde die in Ostasien verbreitete Gehölzgattung Koelreuteria aus der Familie der Seifenbaumgewächse (Sapindaceae) benannt. Die Blasenesche (Koelreuteria paniculata) ist ein beliebter Parkbaum.
Auch mehrere Süß-, Brackwasser- und Meeresfische wurden zu seinen Ehren benannt, aber zwischenzeitlich alle als Synonymbeschreibungen eingezogen:
- Periophthalmus koelreuteri Pallas 1770, aktuell: Periophthalmus kalolo Lesson 1831.
- Periophthalmus koelreuteri albostriatus Eggert 1935, aktuell: Periophthalmus kalolo Lesson 1831.
- Periophthalmus koelreuteri velox Eggert 1935, aktuell: Periophthalmus kalolo Lesson 1831.
- Periophthalmus koelreuteri var. argentilineata Bianconi 1857, aktuell: Periophthalmus argentilineatus Valenciennes in Cuvier & Vallenciennes 1837.
- Gobius koelreuteri Pallas 1770, aktuell: Periophthalmus barbatus (Linné 1766).
- Labrus koelreuteri Walbaum 1792, aktuell: Stethojulis albovittata (Bonnaterre 1788).
- Osphromenus trichopterus koelreuteri Günther 1861, aktuell Trichopodus trichopterus Pallas, 1770.
- Scomber koelreuteri Schneider in Bloch & Schneider 1801, aktuell: Naucrates ductor (Linné 1758).
- Perca trifasciata Walbaum 1792, aktuell: Premnas biaculeatus (Bloch 1790).

## Schriften
- 1755 – Dissertatio inauguralis medica de insectis coleopteris, nec non de plantis quibusdam rarioribus... Tubingae: litteris Erhardianis
- 1761–1766 – Vorläufige Nachricht von einigen, das Geschlecht der Pflanzen betreffenden Versuchen
- 1763 – Piscium rariorum e museo Petropolitano excerptorum descriptiones. Novi Commentarii Academiae Scientiarum Imperialis Petropolitanae 8: 404-430.
- 1764 – Descriptiones Piscium rariorum e museo Petropolitano exceptorum continvatio. Novi Commentarii Academiae Scientiarum Imperialis Petropolitanae 9: 420-470.
- 1766 – Piscium rariorum e. mus. Petrop. exceptorum descriptiones continvatae. Novi Commentarii Academiae Scientarum Imperialis Petropolitanae 10: 329-351.
- 1777 – Das entdeckte Geheimniss der Cryptogamie (in dem er spekulative und wenig fundierte Vermutungen über die Sexualität der Pilze anstellt)
- Vorläufige Nachricht von einigen das Geschlecht der Pflanzen betreffenden Versuchen und Beobachtungen, nebst Fortsetzungen 1, 2 und 3 (1761–1766). Herausgegeben von W. Pfeffer. Ostwalds Klassiker 41, Leipzig: Engelmann 1893